# حسين أباد مهلار السفلي (درونة)
حسین أباد مهلار السفلی (بالفارسية: حسین‌آبادمهلار سفلی) هي قرية تقع في إيران في قسم درونة الريفي. يقدر عدد سكانها بـ 120 نسمة .